# Seraphin I. von Taxis
Seraphin I. von Taxis, in Urkunden auch Seraphin de Tassis genannt, (* vor 1490; † 18. Juli 1556 in Brüssel) entstammte dem Familienclan der Taxis aus Camerata Cornello bei Bergamo. Über eine Heirat und Nachkommen ist nichts bekannt.
Seraphin und die Nachkommen seines Bruders Bartholomäus († 1549) setzten das Erbe des Gründers der beiden Augsburger Postämter Johann Anton von Taxis fort und schufen so in Augsburg eine eigene Postmeisterdynastie.

## Postgeschichtliche Einordnung
Janetto de Tassis war seit 1490 Kuriermeister unter König Maximilian I. und Mitbegründer der reitenden Post im Heiligen Römischen Reich. Nachfolger in dieser Position wurde ab 1506 sein Neffe Johann Baptista von Taxis. Beide Kuriermeister beschäftigten in der Regel Mitglieder aus der eigenen Sippe als Kuriere. Seraphin de Tassis wurde zum ersten Male im Jahre 1507 im Postdienst von Maximilian I. erwähnt. Nach 1513 zog sich Johann Baptista aus der Leitung des kaiserlichen Kurierdienstes zurück, um Aufgaben in Brüssel zu übernehmen. Danach versahen die Brüder Seraphin, Bartholomäus und Jeremias (Hieronymus), sowie ein Verwandter, namens Christoph und dessen Sohn Anton den kaiserlichen Kurierdienst. Diese fünf Personen erhielten im Jahre 1514 von Maximilian I. den einfachen Adelsbrief. Sie begründeten mit Ausnahme von Jeremias, der zwischen 1520 und 1565 Posthalter in Enzweihingen war, die Augsburger Postmeisterdynastie.
Die erste Augsburger Linie wurde von (Johann) Anton von Taxis ab 1522 begründet. Er war alleiniger Postmeister in Augsburg und dreimal verheiratet, darunter auch mit Janettos einzigem Kind, Katharina von Taxis. Antons Söhne Johann, Ambrosius und Christoph von Taxis arbeiteten im Postdienst König Ferdinands I. Sie hinterließen keine erbberechtigten männlichen Nachkommen, und so starb diese Linie aus.
Die zweite Augsburger Linie wurde von den Brüdern Seraphin I. und Bartholomäus begründet.

## Werdegang
Vom November 1512 bis zum 5. März 1513 hielt sich Kaiser Maximilian wegen eines geplanten Reichstages in der Nähe von Speyer auf. Dieser blieb jedoch mangels Beteiligung beschlussunfähig. Seraphin wirkte in dieser Vorbereitungsphase als Postkoordinator in Rheinhausen und überbrachte die fürstlichen Antwortschreiben, die nach Speyer geschickt worden waren.
Im Jahre 1514 erhielt Seraphin zusammen mit seinem Bruder Bartholomäus den einfachen Adelsbrief. Ab 1518 waren Seraphin und sein Bruder Bartholomäus für die Brüsseler Postzentrale und den spanischen König und späteren Kaiser Karl V. tätig.
Nach Kaiser Maximilians Tod im Januar 1519 betreute Seraphin zusammen mit seinem Bruder Bartholomäus die Niederländische Postroute zwischen Brüssel und Augsburg. Im September 1521 wurde sein Bruder Bartholomäus Postverwalter in Rheinhausen und richtete für Karl V. eine Verbindung von Rheinhausen nach Ensisheim, der Habsburger Hauptresidenz im Elsass ein. Dieser Postkurs wurde im Juni 1522 wieder stillgelegt, weil Karl V. nach Spanien ging. Die Bindung an Rheinhausen blieb jedoch bestehen. Die Brüder erwarben dort Grundbesitz.

## Überschreibung der Postämter Rheinhausen und Augsburg
Am 21. Dezember 1540 verschrieb der Generalpostmeister Johann Baptista von Taxis den Brüdern Seraphin und Bartholomäus, sowie dessen Söhnen Georg und Seraphin II. die Postämter Bobenheim bei Worms, Diedelsheim und Rheinhausen. Zusätzlich sollten sie einen Postkurs von Rheinhausen nach Haguenau (3 Posten) im Elsass einrichten.
Am 4. Juni 1543 bestätigte Franz II. von Taxis, der Nachfolger des verstorbenen Johann Baptista, als Brüsseler Generalpostmeister die Verschreibung vom 21. Dezember 1540 und verlieh Seraphin I. von Taxis zusätzlich die Postämter Augsburg und Roßhaupten (Rochapt) bei Scheppach. Kaiser Karl V. bestätigte diese Übertragung am 22. Dezember 1543. Seraphin verpachtete das kaiserliche Postamt in Augsburg an Ambrosius von Taxis, dem zweiten Sohn des verstorbenen Johann Anton von Taxis.
Nach dem Tod des Generalpostmeisters Franz II. von Taxis im Dezember 1543 übernahm Seraphin die Vormundschaft für dessen Bruder und Nachfolger Leonhard I. von Taxis.
Am 15. Januar 1546 bestätigte auch Leonhard I. von Taxis die Verschreibungen an Seraphin, und am 23. Mai 1546 folgte eine neue kaiserliche Bestätigung.

## Postmeister in Augsburg

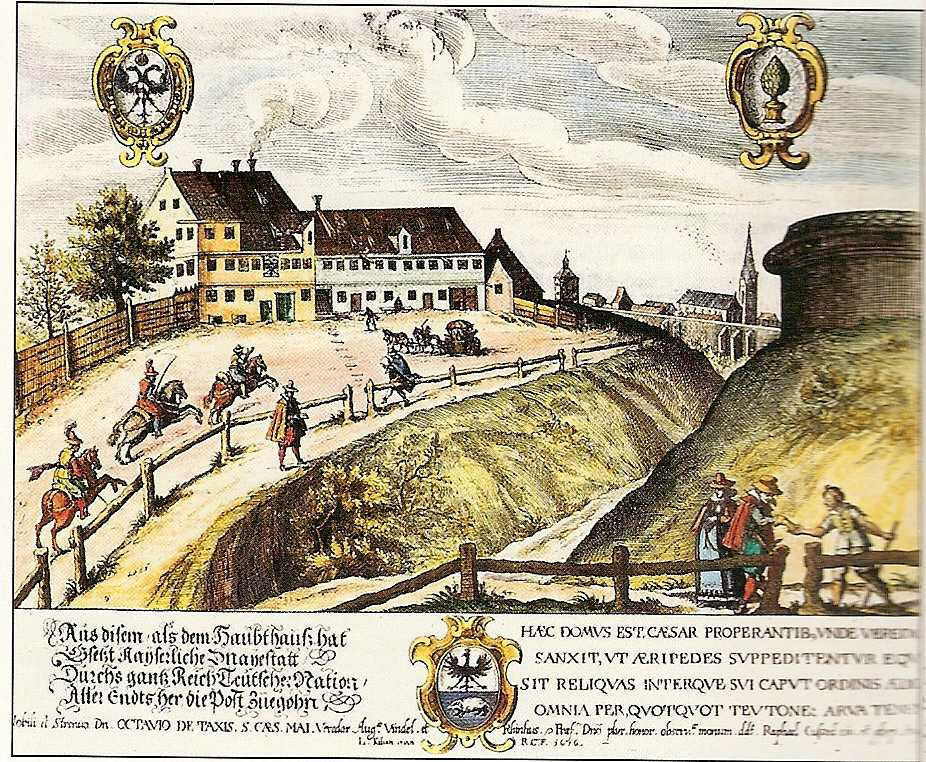
Augsburger Posthaus um 1616

Am 15. Juli 1546 erzwang der Rat in Augsburg die Auflösung der Kaiserlichen Postamtes, und Ambrosius floh aus der Stadt. Im Januar 1547 unterwarf sich die Stadt wieder dem Kaiser. Der Füssener Postmeister Innozenz von Taxis leitete dann bis 1550 stellvertretend für Seraphin I. das kaiserliche Postamt in Augsburg. Im Jahre 1549 fiel Seraphins Bruder Bartholomäus von Taxis im Krieg. Seraphin zog von Brüssel nach Augsburg und übernahm selbst die Leitung.
Seraphin I. von Taxis starb am 18. Juli 1556 nach Abfassung eines Testamentes. Als Erben setzte er Georg und Seraphin II. von Taxis ein, die beiden Söhne seines Bruders Bartholomäus. Georg verzichtete jedoch zugunsten seines minderjährigen Bruders auf das Erbe.